# Парастас
Парастас (від грец. Παράστᾰσις — стояння поруч) або Велика панахида — заупокійна Всенічна — заупокійне богослужіння за всіма спочилими християнами, що здійснюється на всенічному бдінні батьківських субот (служиться ввечері у п'ятницю).
Відрізняється від звичайної панахиди (яка є скороченим парастасом) тим, що на ньому співаються непорочні (17-а кафизма) і повний канон «Воду пройшовши» (поміщений в Октоїху, глас 8, в суботу).
Існує благочестива традиція здійснювати парастас удома мирським чином у поминальні дні (3-й, 9-й, 40-й та інші).
Парастасом на Буковині називають також поминки після похорону.